# Antoine Renaud
Pour les articles homonymes, voir Renaud (homonymie).
Pas d'image ? Cliquez ici

a Compétitions nationales et continentales officielles uniquement.

Dernière mise à jour le 12 mars 2024.
Antoine Renaud, né le 9 octobre 1990 à Carcassonne, est un joueur français de rugby à XV qui évolue aux postes  de demi d'ouverture et d'arrière.

## Biographie
Né à Carcassonne, Antoine Renaud commence à pratiquer le rugby à XV, avec l'US Carcassonne. Quittant l'équipe en catégorie cadet en 2006, il reste dans le département audois et rejoint le RC Narbonne,. Après deux saisons, il évolue ensuite avec les juniors du Montpellier HR avant d'intégrer le centre de formation du Castres olympique,, pendant deux années pour chacun des clubs,. Pendant toutes ces saisons, il est formé au poste de demi d'ouverture.
Alors qu'il rejoint l'US Oyonnax à l'intersaison 2012,, il joue ses premiers matchs en équipe première vers la fin de la saison 2012-2013 de Pro D2.
En 2013, il rejoint le Stade aurillacois, le corps d'entraîneurs cantalien l'ayant repéré alors qu'il évoluait avec les espoirs castrais. Il y développera une polyvalence entre son poste d'origine de demi d'ouverture et celui d'arrière.
Alors que son contrat arrive à son terme et qu'il se révèle lors de cette saison 2016-2017, après avoir contribué à atteindre la finale de Pro D2 lors de l'exercice précédent, il est contacté par d'autres clubs de la division, le Biarritz olympique et l'US Carcassonne ; Renaud quitte Aurillac après quatre années et s'engage avec son club formateur pour une durée de deux saisons plus une optionnelle.
Après une première saison avec l'équipe première audoise, il résilie son contrat au début du 2e exercice, sans avoir disputé de nouvelle rencontre, en raison d'une mécontente avec le manager en place ; il s'engage alors avec le CS Bourgoin-Jallieu, évoluant alors en Fédérale 1.
À la suite de ses premiers matchs en division amateur, il est contacté dès le février 2019 par le Rouen NR, club ayant déjà montré son intérêt un an plus tôt et l'un des favoris à l'accession à la Pro D2 ; il signe ainsi un contrat d'une saison plus une optionnelle, avant que la montée du club normand ne soit acquise.
Après une saison 2019-2020 interrompue par la pandémie de Covid-19, Renaud signe avec le FC TOAC TOEC pour l'exercice suivant, en Fédérale 1. Néanmoins, la Fédérale 1 est à nouveau suspendue par la situation sanitaire, à partir du mois de novembre. Alors que la compétition est toujours à l'arrêt, il est recruté à la mi-février 2021 par l'US Dax en tant que joker médical, club de Nationale dont l'activité sportive a depuis repris son cours, après avoir contacté l'entraîneur Arnaud Mignardi.
Après cette courte saison entre la Haute-Garonne et les Landes, il retourne vers la première pour la saison suivante, s'engageant dans la même division sous le maillot du Blagnac Rugby pour deux années, afin de se rapprocher de son foyer familial ainsi que dans l'optique de sa reconversion professionnelle.
Durant la saison 2023-2024, alors que le club de Blagnac Rugby dépose le bilan au mois de février, Renaud rejoint le CS Bourgoin-Jallieu, l'un de ses anciens clubs évoluant également en Nationale, afin de pallier l'absence du buteur Nicolas Cachet.